# Tamolanica tamolana
Tamolanica tamolana är en bönsyrseart som beskrevs av Brancsik 1897. Tamolanica tamolana ingår i släktet Tamolanica och familjen Mantidae. Inga underarter finns listade i Catalogue of Life.